# Пасічник Степан Прокопович
Степа́н Проко́пович Па́січник (1 березня 1908 , Лідихів, Почаївська волость, Кременецький повіт, Волинська губернія, Російська імперія  — невідомо ) — український радянський діяч. Депутат Верховної Ради УРСР 1-го скликання (1940–1947).

## Біографія
Народився 1 березня 1908 року в селянській родині в селі Лідихів, тепер Кременецький район, Тернопільська область, Україна. Батько рано помер. Закінчив три класи сільської школи.
Трудову діяльність розпочав наймитом у селі Копані Волинського воєводства. Потім наймитував у селі Крижі та на фільварку Кременецького ліцею села Лідихів Волинського воєводства.
З кінця 1939 по 1940 рік — бригадир радгоспу імені Комінтерну села Лідихів Кременецького району Тарнопільської області.
24 березня 1940	року обраний депутатом Верховної Ради УРСР 1-го скликання по виборчому округу № 370 Тарнопільської області. У 1940 — червні 1941 року — завідувач відділу виконавчого комітету Кременецької районної ради депутатів трудящих Тернопільської області.
Кандидат у члени ВКП(б) з 1941 року.
Під час німецько-радянської війни — в евакуації в Актюбінській області Казахської РСР, працював заступником голови Рудниківської райспоживспілки. У листопаді 1943 — березні 1944 року — завідувач Бобровицького районного торгового відділу Чернігівської області. 
З березня 1944 року — заступник голови виконавчого комітету Кременецької районної ради депутатів трудящих Тернопільської області.